# Angela McLean (Biologin)

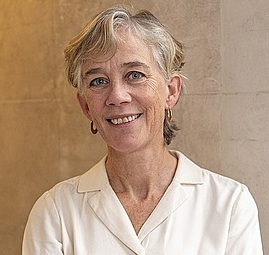
Angela R. McLean (2019)

Dame Angela Ruth McLean (* 31. Mai 1961 in Kingston, Jamaika) ist eine britische Biologin, die auf dem Gebiet der theoretischen Biologie arbeitet.

## Leben
McLean wurde als Tochter des deutsch-britischen Toxikologen André McLean (geb. André Fränkel) und dessen erster Ehefrau Elizabeth geboren. Sie studierte ab Oktober 1979 am Somerville College der University of Oxford und war ab September 1982 Graduate Student am Mathematics Department der University of California in Berkeley. Von Oktober 1983 bis Oktober 1986 war sie Ph.D. Student des Imperial College London und nach ihrer Promotion dort Research Assistant. Nach Tätigkeiten in verschiedenen Forschungseinrichtungen wurde sie im Jahr 2000 Professorin für Mathematische Biologie am Department of Zoology der University of Oxford. Außerdem ist sie Senior Research Fellow des All Souls College sowie seit 2005 Direktorin des Institute for Emerging Infections of Humans der Universität. In verschiedenen Gremien war sie als Beraterin der britischen Regierung tätig. Als erste Frau wurde sie im September 2019 als Chief Scientific Adviser des Ministry of Defence berufen.
McLean leistete wichtige Beiträge zur mathematischen Modellierung der Epidemiologie und des menschlichen Immunsystems. Sie untersuchte, wie sich Infektionen sowohl in einem Individuum als auch innerhalb einer Population ausbreiten. Darüber hinaus erstellte sie erstmals mathematische Modelle, die die Entwicklung von impfstoffresistenten Krankheitserregern demonstrierten. Zahlreiche Veröffentlichungen entstanden in Zusammenarbeit mit Robert M. May.
2009 wurde sie zum Fellow der Royal Society gewählt.
2011 erhielt sie die Gabor Medal der Royal Society und 2018 den Weldon Memorial Prize der University of Oxford. 2018 wurde sie als Dame Commander des Order of the British Empire (DBE) geadelt und wurde zum Mitglied der Academia Europaea gewählt.
Sie ist die Enkelin des deutschen Suchtmediziners, Neurologen und KPD-Gründungsmitgliedes Fritz Fränkel.

## Schriften (Auswahl)
- R. M. Anderson, R. M. May, A. R. McLean: Possible demographic consequences of AIDS in developing countries. In: Nature. Band 332, 17 March, 1988, S. 228–234.
- M. A. Nowak, R. M. Anderson, A. R. McLean, T. J. Wolfs, J. Goudsmit, R. M. May: Antigenic diversity thresholds and the development of AIDS. In: Science. Band 254, Nr. 5034, 1991, S. 963–969, doi:10.1126/science.1683006.
- Angela R. McLean, Colin A. Michie: In vivo estimates of division and death rates of human T lymphocytes. In: Proceedings of the National Academy of Sciences of the USA. Band 92, April, 1995, S. 3707–3711.
- Sally M. Blower, Angela R. McLean et al.: The intrinsic transmission dynamics of tuberculosis epidemics. In: Nature Medicine. Band 1, 1 August, 1995, S. 815–821, doi:10.1038/nm0895-815.
- Susan J. Little, Angela R. McLean et al.: Viral dynamics of acute HIV-1 infection. In: Journal of Experimental Medicine. Band 190, Nr. 6, 1999, S. 841–850, doi:10.1084/jem.190.6.841.
- Robert M. May, Sunetra Gupta, Angela R. McLean: Infectious disease dynamics: what characterizes a successful invader? In: Philosophical Transactions of the Royal Society B. Band 356, Nr. 1410, 2001, S. 901–910, doi:10.1098/rstb.2001.0866.
- Angela R. McLean, Robert M. May, John Pattison, Robin A. Weiss: SARS: A Case Study in Emerging Infections. Oxford University Press, Oxford 2005, ISBN 0-19-856818-5, S. ix + 133.
- Robert M. May, Angela R. McLean (Hrsg.): Theoretical Ecology: Principles and Applications. 3. Auflage. Oxford University Press, Oxford 2007, ISBN 978-0-19-920998-9.